# Ласпинська волость
Ласпинська волость — історична адміністративно-територіальна одиниця Маріупольського повіту Катеринославської губернії із центром у селі Ласпа.
Утворена на початку 1910-тих років виокремленням із Каранської волості.